# Australian Open 1980
Wielkoszlemowy turniej tenisowy Australian Open w 1980 roku rozegrano w Melbourne w dniach 24 - 30 listopada.

## Zwycięzcy

### Gra pojedyncza mężczyzn
- Brian Teacher (USA) - Kim Warwick (AUS) 7:5, 7:6, 6:3

### Gra pojedyncza kobiet
- Hana Mandlíková (TCH) - Wendy Turnbull (AUS) 6:0, 7:5

### Gra podwójna mężczyzn
- Mark Edmondson (AUS)/Kim Warwick (AUS) - Peter McNamara (AUS)/Paul McNamee (AUS) 7:5, 6:4

### Gra pojedyncza kobiet
- Betsy Nagelsen (USA)/Martina Navrátilová (TCH) - Ann Kiyomura (USA)/Candy Reynolds (USA) 6:4, 6:4

### Gra mieszana
Nie rozegrano turnieju par mieszanych